# Yamaha Motors Football Club 1989-1990
Questa voce raccoglie le informazioni riguardanti lo Yamaha Motors Football Club nelle competizioni ufficiali della stagione 1989-1990.

## Stagione
Classificatosi quinto al termine del campionato, nella stagione 1989-1990 lo Yamaha Motors fu finalista in entrambi i tornei nazionali, perdendoli contro il Nissan Motors.

## Maglie e sponsor
Le magliette, prodotte dalla Puma, recano sulla parte anteriore il logo della Yamaha
| Manica sinistra · Manica sinistra · Maglietta · Maglietta · Manica destra · Manica destra · Pantaloncini · Calzettoni | Manica sinistra · Manica sinistra · Maglietta · Maglietta · Manica destra · Manica destra · Pantaloncini · Calzettoni |  |

## Organigramma societario
Area tecnica
- Direttore tecnico: Ryūichi Sugiyama
- Allenatore: Kikuo Konagaya
- Vice allenatore: Masao Ishikawa, Masakazu Suzuki, Kazuaki Nagasawa, Masakuni Yamamoto
- Collaboratore tecnico: Teruo Hajisawa

## Rosa
| N. |                     | Ruolo | Calciatore                     |
| -- | ------------------- | ----- | ------------------------------ |
| 1  | Giappone (bandiera) | P     | Shinichi Morishita             |
| 2  | Giappone (bandiera) | D     | Tomoyuki Ishii                 |
| 3  | Giappone (bandiera) | D     | Michihisa Date                 |
| 4  | Giappone (bandiera) | D     | Yoshinori Ishigami             |
| 5  | Giappone (bandiera) | C     | Kazuya Arita                   |
| 6  | Giappone (bandiera) | C     | Hirofumi Yamashita             |
| 7  | Giappone (bandiera) | D     | Masaaki Yanagishita (capitano) |
| 8  | Giappone (bandiera) | C     | Tatsuya Mochizuki              |
| 9  | Giappone (bandiera) | A     | Hiromitsu Sano                 |
| 10 | Brasile (bandiera)  | C     | André                          |
| 11 | Brasile (bandiera)  | A     | Adílson                        |
| 11 | Brasile (bandiera)  | D     | Barbosa                        |
| 12 | Giappone (bandiera) | C     | Mamoru Kishimoto               |
| 13 | Giappone (bandiera) | D     | Taiji Yoto                     |
| 14 | Giappone (bandiera) | D     | Katsumi Ōenoki                 |

| N. |                     | Ruolo | Calciatore           |
| -- | ------------------- | ----- | -------------------- |
| 15 | Giappone (bandiera) | C     | Mitsunori Yoshida    |
| 16 | Giappone (bandiera) | C     | Takao Ōishi          |
| 17 | Giappone (bandiera) | C     | Atsushi Uchiyama     |
| 18 | Giappone (bandiera) | A     | Michihiro Oishi      |
| 19 | Brasile (bandiera)  | D     | Alberto              |
| 20 | Giappone (bandiera) | D     | Masanori Higashikawa |
| 21 | Giappone (bandiera) | P     | Akiyoshi Ohashi      |
| 22 | Giappone (bandiera) | C     | Kenji Komata         |
| 23 | Giappone (bandiera) | A     | Mitsuhiro Tada       |
| 24 | Giappone (bandiera) | A     | Takashi Tadao        |
| 25 | Giappone (bandiera) | A     | Fumiaki Aoshima      |
| 26 | Giappone (bandiera) | P     | Yūshi Ozaki          |
| 27 | Giappone (bandiera) | C     | Satoshi Yoneyama     |
| 28 | Giappone (bandiera) | C     | Toshihiko Sawa       |
| 29 | Brasile (bandiera)  | A     | Ademir Santos        |

## Statistiche

### Statistiche di squadra
| Competizione          | Punti | Totale | Totale | Totale | Totale | Totale | Totale | DR  |
| Competizione          | Punti | G      | V      | N      | P      | Gf     | Gs     | DR  |
| --------------------- | ----- | ------ | ------ | ------ | ------ | ------ | ------ | --- |
| JSL Division 1        | 34    | 22     | 9      | 7      | 6      | 23     | 19     | +4  |
| JSL Cup               | -     | 5      | 4      | 0      | 1      | 8      | 2      | +6  |
| Coppa dell'Imperatore | -     | 5      | 4      | 1      | 0      | 11     | 5      | +6  |
| Totale                |       | 32     | 17     | 8      | 7      | 42     | 26     | +16 |

### Statistiche dei giocatori
| Giocatore   | JSL Division 1 | JSL Division 1 |
| Giocatore   | Presenze       | Reti           |
| ----------- | -------------- | -------------- |
| Ademir      | 12             | 1              |
| Adílson     | 8              | -              |
| André       | 18             | 7              |
| Aoshima     | 3              | -              |
| Arita       | 11             | -              |
| Date        | 18             | 1              |
| Komata      | 12             | -              |
| Igashikawa  | 16             | -              |
| Ishigami    | 11             | -              |
| Ishii       | 11             | -              |
| Morishita   | 21             | -              |
| Oenoki      | 21             | 2              |
| Uchiyama    | 19             | 1              |
| Yanagishita | 19             | -              |
| Yoshida     | 22             | 4              |